# David L. Rabinowitz
David Lincoln Rabinowitz, nascut el 1960 és un investigador de la Universitat Yale. Lincoln Rabinowitz ha construït el Ccd de les cambres i els programes informàtics per a la detecció d'asteroides propers a la Terra. També ha participat en la detecció d'objectes distants del sistema solar, les supernoves, cuásares i, el que ajuda a entendre l'origen i l'evolució del sistema solar i l'energia fosca de conducció de l'expansió accelerada de l'univers.
En col·laboració amb Michael E. Brown i Txad Trujillo del Quasar Equatorial Survey Team, ha participat en el descobriment de diversos centaures, entre ells: 
- 90377 Sedna
- 90482 Orcus [4]
- Eris, un planeta nan més gran que Plutó. [5]
- (136108) 2003 El61 [6]

Els tres últims van ser descoberts el mateix dia.
Juntament amb Tom Gehrels, de la Universitat d'Arizona i el seu Spacewatch Team, Rabinowitz va descobrir un altre objecte astronòmic: 5145 Pholus[8]